# Wushu ai Giochi mondiali 2022 - Taijiquan e Taijijian femminile
La gara del taijiquan e taijijian femminile di wushu ai Giochi mondiali 2022 si è svolta il 12 e il 13 luglio 2022 a Birmingham.

## Risultati
| Rank | Atleta            | Nazione       | Taijiquan | Taijijian | Totale |
| ---- | ----------------- | ------------- | --------- | --------- | ------ |
| 1    | Basma Lachkar     | Brunei        | 9.517     | 9.523     | 19.040 |
| 2    | Liu Pei-Hsun      | Taipei cinese | 9.500     | 9.513     | 19.013 |
| 3    | Vera Yan Ning Tan | Singapore     | 9.477     | 9.470     | 18.947 |
| 4    | Choi Yujeong      | Corea del Sud | 9.373     | 9.403     | 18.776 |
| 5    | Alisya Mellynar   | Indonesia     | 9.360     | 9.343     | 18.603 |
| 6    | Judy Liu          | Stati Uniti   | DNS       | DNS       |        |